# Sistema de numeração quinário
O sistema de numeração quinário (também conhecido como base-5 ou pental) é um sistema de numeração posicional cuja base é 5. Nesse sistema, qualquer quantidade pode ser representada em base 5, ou seja, pelos cinco primeiros algarismos arábicos (0, 1, 2, 3, 4). Uma possível origem desse sistema de numeração é associada ao fato de que os seres humanos têm cinco dedos em cada uma das mãos.

## Conversão Decimal-Quinário
A conversão de decimal para quinário pode ser feita através do método das divisões sucessivas por 5.

### Procedimento - Método das divisões sucessivas por 5
1. Divida o número decimal por 5 até o resto ser menor que o divisor.
2. Se possível, divida o quociente por 5 novamente e repita até que o quociente seja menor que 5, senão, vá para a próxima etapa.
3. Escreva o número iniciando do último quociente até o resto da primeira divisão.
Exemplificando, vamos converter 92 (decimal) em quinário:
```
92/5 = 18 resto 2
18/5 = 3 resto 3

92(dec) => 332(qui)

```

Portanto, 92 em decimal equivale a 332 em quinário ({\displaystyle 92_{10}=332_{5}}).
Outro exemplo: 324 (decimal) em quinário.
```
324/5 = 64 resto 4
64/5 = 12 resto 4
12/5 = 2 resto 2

324(dec) => 2244(qui)

```

Portanto, 324 em decimal equivale a 2244 em quinário ({\displaystyle 324_{10}=2244_{5}}).

## Conversão Quinário-Decimal
A conversão de quinário para decimal pode ser feita através do TFN (Teorema Fundamental da Numeração). Para isso, consideramos o k-ésimo algarismo do número quinário (a partir das unidades - da direita para a esquerda) e multiplicamos por {\displaystyle 5^{k-1}}. Em seguida, somamos todas as parcelas e encontramos o número decimal equivalente.
Por exemplo, o número 124 (quinário) em decimal:
{\displaystyle 124_{5}=1\times 5^{2}+2\times 5^{1}+4\times 5^{0}=25+10+4=39_{10}}
Portanto, 124 em quinário equivale a 39 em decimal.

Outro exemplo: 4012 (quinário) em decimal:
{\displaystyle 4012_{5}=4\times 5^{3}+0\times 5^{2}+1\times 5^{1}+2\times 5^{0}=500+0+5+2=507_{10}}
Portanto, 124 em quinário equivale a 39 em decimal.